# Bažantnice v Uhersku
Bažantnice v Uhersku je přírodní rezervace ev. č. 8 severovýchodně od obce Uhersko v okrese Pardubice. Oblast spravuje Agentura ochrany přírody a krajiny ČR.
Rezervace byla nově vyhlášena Nařízením Pardubického kraje č. 8/2013 s účinností od 15. ledna 2014. Důvodem ochrany jsou hercynské dubohabřiny, lesák rumělkový (Cucujus cinnaberinus) a jeho biotop. Původní vyhláška nebyla zrušena.

## Poloha
Rezervace zahrnuje téměř celou zalesněnou část prostoru mezi obcemi Uhersko a Trusnov. V její centrální části se nachází malá luční enkláva se samotou sestávající z dvojice budov. Samota je účelovou komunikací napojena na zástavbu obou obcí. V nevelké vzdálenosti od severozápadního okraje rezervace prochází běžná silnice obě obce spojující, po které je vedena zeleně značená trasa KČT 4239 a cyklistická trasa 4237. Mezi severozápadním okrajem rezervace a silnicí se u bezejmenné kóty 261 m nachází zřícenina letohrádku Neulust.

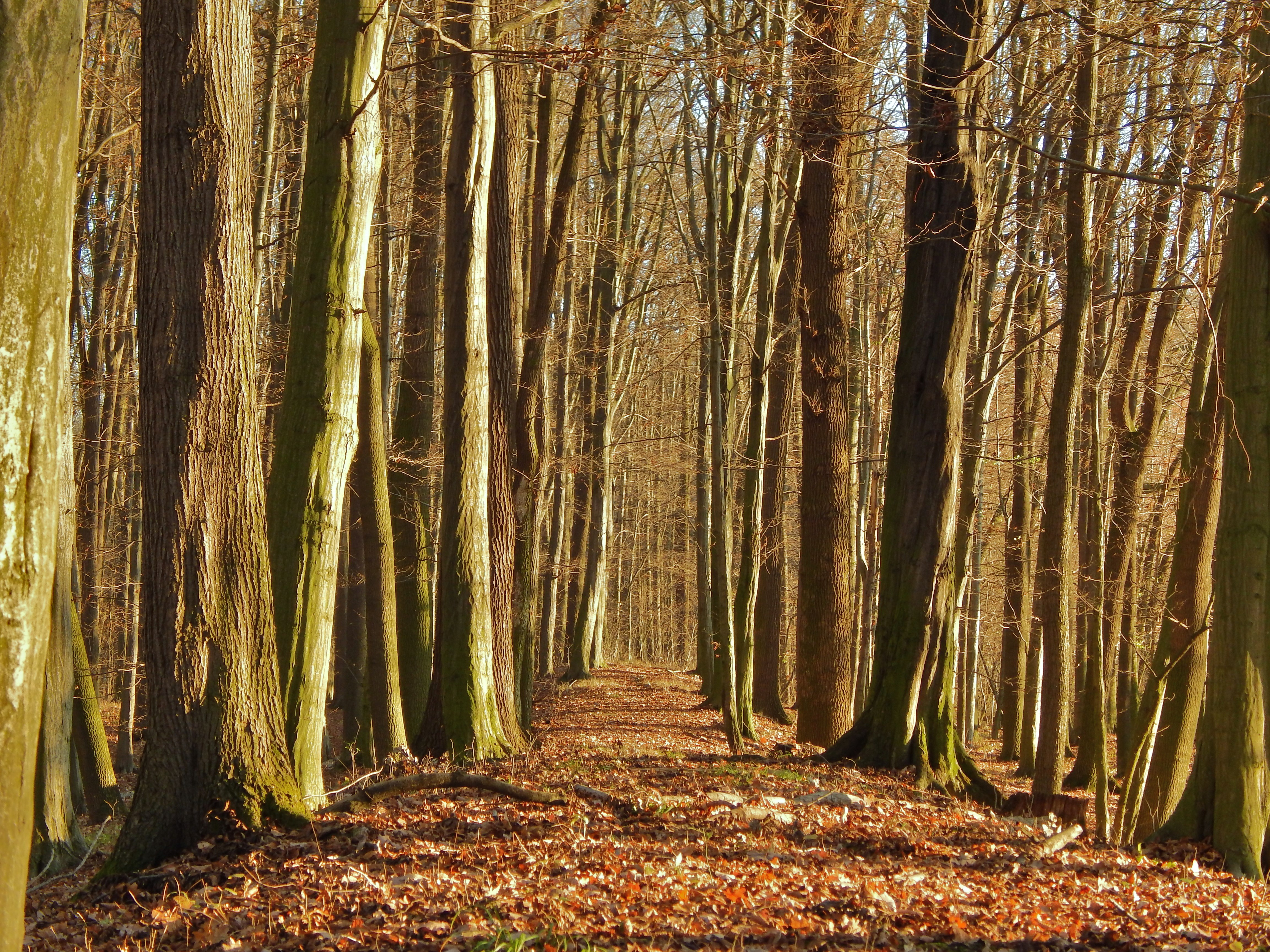
Bažantnice v Uhersku

## Předmět ochrany
Oblast rezervace je z větší části zalesněná, společenstvo tvoří buď smíšená dubohabřina (na sušších místech), nebo tvrdý luh (ve vlhkých partiích). Více než 90% porostů je přirozených. Dříve byla oblast využívána jako bažantnice, dnes se zde vyskytuje celá řada vzácnějších rostlin a hnízdí zde velké množství ptactva. V podrostu se vyskytuje např. pižmovka mošusová (Adoxa moschatellina), áron plamatý (Arum maculatum), dymnivka dutá (Corydalis cava), lýkovec jedovatý (Daphne mezereum), hlístník hnízdák (Neottia nidus-avis) a mnohé další. Vyskytují se zde také vzácné druhy hub. Z ptáků zde žije krutihlav obecný (Jynx torquilla), žluva hajní (Oriolus oriolus), strakapoud prostřední (Dendrocopos medius) a další.